# 웰컴투 모두 하우스
《웰컴투 모두 하우스》는 KBS 2TV에서 방송된 예능 프로그램이며 2018년 11월 8일부터 2018년 11월 22일까지 방송되었다.

## 개요
서울시 마포구 연남동의 한 쉐어하우스에서 거주하는 7명의 외국인 교환학생 및 다른 하우스의 교환학생들과 그 쉐어하우스에 함께 거주하는 하우스의 주인이 함께 나와 한국에 처음 와서 새롭게 적응하는 외국인 학생들의 삶을 재미있는 여러 에피소드들로 보여준다. 한글을 배워서 자기 이름을 한글로 적어보고, 한국 음식을 맛보고 만들어보며, 농촌에 가서 농촌 일을 경험해보고 농촌의 할머니들과 말은 직접적으로 안통해도 서로의 따뜻한 마음으로 서로를 이해하며 정겨운 시간을 함께한다.

## 기획의도
‘다국적’이 아니라 ‘무국적’이다! 머리색, 눈동자색은 물론 언어, 성격도 다른 ‘한 지붕 11명의 세입자’. 그리고 이들을 안내할 도슨트, 문세윤&김동현! 호기심과 감탄만 가득한 ‘한국여행’이 아닌 진짜 ‘한국살이’의 시작
국내 최초! 외국인 셰어하우스 관찰기가 지금 펼쳐진다!

## 방송 시간
| 방송 채널 | 방송 기간                          | 방송 시간                  | 방송 분량 | 비고      |
| --------- | ---------------------------------- | -------------------------- | --------- | --------- |
| KBS 2TV   | 2018년 11월 8일 ~ 2018년 11월 22일 | 매주 목요일 밤 8:55 ~ 9:55 | 60분      | 독립 편성 |

## 시청률
| 회차 | 방송일           | AGB 시청률     |
| 회차 | 방송일           | 대한민국(전국) |
| ---- | ---------------- | -------------- |
| 1    | 2018년 11월 8일  | 1.7%           |
| 2    | 2018년 11월 15일 | 1.4%           |
| 3    | 2018년 11월 22일 | 1.3%           |

## 동시간대 경쟁 프로그램
- 순간포착 세상에 이런일이 (SBS TV)
- 이상한 나라의 며느리 (MBC TV)